# Anticipación Política
La Anticipación Política es una herramienta para la toma de decisiones basada en una comprensión racional del futuro, aplicable en cualquier campo, industria o mercado. La Anticipación Política es un método creado a comienzos de 2006, que se encuadra dentro de la disciplina de la Futurología, y que aporta novedades en particular con la prospectiva. 
La Anticipación Política se distingue de los métodos clásicos de la prospectiva o de otro tipo de predicciones en que no busca prever el futuro mediante la prolongación de tendencias existentes, sino mediante la comprensión del futuro y la correcta evaluación de las fuerzas de los distintos actores que influyen sobre él y la identificación de los puntos de ruptura en las tendencias, con el objeto de acertar en la forma de influir sobre los diferentes destinos. Además lo hace de manera sistemática, es decir teniendo en cuenta las perspectivas políticas, económicas, sociales, financieras, culturales, técnicas, etcétera. 
La Anticipación Política no sólo es proactiva sino también es dinámica, se centra en los procesos de cambio, y ante el hecho de que los cambios son intrínsecos a la vida, recomienda acompañarlos, y no resistirnos a ellos. Anticipar es una de las habilidades necesarias para la gestión del cambio, hoy más necesaria que nunca en un entorno tan competitivo y volátil.
Su implementación más importante es la realizada por el think-tank LEAP (Laboratorio Europeo de Anticipación Política) a través de sus boletines mensuales GEAB sobre la crisis sistémica global.
Franck Biancheri fue el creador de este método. Gracias a su vasta experiencia en la complejidad natural del ámbito europeo (lingüística, cultural, institucional, histórica,…), le permitió conceptualizar el hecho de que ninguna acción política (o toma de decisión) es posible en sistemas complejos sin anticipación. Marie-Hélène Caillol plasmó el método en el Manual de Anticipación Política, publicado por la Editorial Anticipolis.

## Historia
En enero de 2006, se publica el primer número del GEAB por parte de LEAP en el que se utiliza por primera vez el concepto de anticipación política. En el mes siguiente, febrero de 2006, LEAP anuncia el estallido de la crisis sistémica global, y como una de sus consecuencias, y prevé la caída de un banco importante en EE. UU.
El nacimiento de esta publicación y de sus anticipaciones fue recibida por algunos sectores de la prospectiva como una toma de posición valiente, frente a la pusilanimidad de esta disciplina, que realizaba proyecciones dentro de la corrección política.
En el año 2009, se crea la Editorial Anticipolis que publica entre otros libros, el Manual de Anticipación Política, pequeño libro que contiene las principales características del método de anticipación política.
Franck Biancheri, director de estudios del LEAP y creador del método de anticipación política, publica su mayor ejercicio de anticipación política "El mundo en crisis, Un viaje hacia el mundo del mañana" (editorial Anticipolis) en el que narra la evolución del mundo del ayer al mundo del mañana durante la década 2010-2020.

## Enseñanza
En 2010, LEAP imparte un curso en colaboración con la Universidad Sorbonne de París sobre Anticipación Política. 
En marzo de 2012, se crea la Fundación para la Educación y Formación en Anticipación Política, FEFAP que imparte regularmente Cursos-debate sobre Anticipación Política en cuatro idiomas mediante videoconferencias y foros en línea.
La supervisión y actualización del método de Anticipación Política la realiza la organización con sede en Hamburgo, Internationaler Rat für Politische Antizipation (IRPA).

## Método
El método de anticipación política está orientado a la elaboración de acciones que permitan influir en la evolución de los acontecimientos futuros. Identifica tendencias de corto, medio y largo alcance, evalúa aquellos elementos que pueden acelerar o frenar dichas tendencias, y anticipa los acontecimientos que provocan la ruptura de las tendencias.
Una de las características técnicas del método es la necesidad de ser preciso con las fechas, tanto con la fecha y lugar donde se realiza la anticipación política, como con la fecha en la que ésta se acabará produciendo.
Igualmente, el método de anticipación política busca la mayor objetividad mediante la utilización de fuentes de información creíbles y a través de la autocrítica de los deseos y los prejuicios de los autores de la anticipación política.
La evaluación de los aciertos de la anticipación política forma una parte esencial del método y debe ser realizada puntualmente después de que haya pasado la fecha de la anticipación. Este análisis permite el desarrollo de la habilidad de anticipar y la mejora de futuras anticipaciones.

## Aplicación
Anticipar los acontecimientos es una necesidad para mejorar la toma de decisiones en las sociedades complejas. 
“Cuando pilotas un barco pequeño, decides cambiar el rumbo y lo haces sobre la marcha; cuando diriges un superpetrolero, tienes que decidir que vas a girar en un momento determinado (anticipación) y debes empezar a realizar el giro ahora (actuación política).” Franck Biancheri
El método de anticipación política es aplicable a procesos de toma de decisión en cualquier campo o disciplina, tanto a nivel individual, como institucional o corporativo. Se aplica tanto para la toma de decisiones sobre asuntos patrimoniales o familiares, como por consultores, economistas, expertos industriales que quieren integrar el futuro en sus análisis para ofrecer consejos estratégicos o por instituciones que trabajen en el campo de la innovación.
El método aspira a romper el monopolio y la utilización abusiva por las instituciones de poder sobre la línea temporal y popularizar el ejercicio de anticipar en nuestra sociedad.
La claridad en la exposición de la anticipación política es uno de los aspectos que se estudian en el método. La utilización de elementos visuales, un vocabulario comprensible por todos, aclaraciones sobre los conceptos menos conocidos permiten que el método se pueda aplicar por cualquier persona que afronte una toma de decisiones ya sea en el ámbito personal, profesional, económico, político, tecnológico,...
La multidisciplinariedad es otra sus características y parte de la convicción de que todos los aspectos están relacionados unos con otros y de que anticipaciones monodisciplinares ofrecen una visión incompleta de la realidad.

## Críticas
El nombre de anticipación política sugiere que el método sólo aplica al ámbito de la política. Este hecho se refuerza por el hecho de que su aplicación práctica a través de los boletines GEAB se centra en el ámbito de la política internacional. Sin embargo, los autores del método defienden una aplicación universal del mismo y mantienen que el adjetivo "político" se utiliza en el sentido de influir sobre el futuro mediante el desarrollo y aplicación de políticas concretas.
Otra crítica es la juventud del método y la falta de anticipaciones políticas concretas más allá de las realizadas por LEAP y alguna que otro artículo en una revista científica y publicación sobre un sector determinado.